# 班第 (科尔沁台吉)
班第（？—1726年），博尔济吉特氏，清代蒙古王公，科尔沁部台吉。
班第是科尔沁郡王奇塔特的从孙。历任内大臣、都统、右翼前锋统领。康熙二十九年（1690年），康熙帝把养女、常宁之女和硕纯禧公主嫁给了班第。二年后，设护卫长史，视贝勒例。雍正四年（1726年），班第去世，乾隆十八年（1753年），追封谥号恭勤。